# Fani Chalkia
Fani Chalkia (grško Φανή Χαλκιά), grška atletinja, * 2. februar 1979, Larissa, Grčija.
Nastopila je na poletnih olimpijskih igrah leta 2004, kjer je dosegla največji uspeh v karieri z osvojitvijo naslova olimpijske prvakinje v teku na 400 m z ovirami, v štafeti 4x400 m je bila osma. Na evropskem prvenstvu leta 2006 je osvojila srebrno medaljo v teku na 400 m z ovirami.